# EASSy
Das EASSy (Eastern Africa Submarine Cable System; deutsch: Ostafrikanisches Unterseekabel-System) ist ein Seekabel-System, das die Länder Ostafrikas mit dem Internet verbindet. Das Projekt wird als Meilenstein in der Entwicklung einer stabilen Internetinfrastruktur Ostafrikas betrachtet. Es hat am 30. Juli 2010 den kommerziellen Betrieb aufgenommen. Die Kosten sollten bis zur Fertigstellung etwa 248 Millionen Dollar betragen. 92 % der Anteile gehören afrikanischen Gesellschaften, 8 % Internationalen.

## Infrastruktur
Das Kabel verbindet die Länder Sudan, Dschibuti, Eritrea, Somalia, Kenia, Madagaskar, Mosambik, Tansania und Südafrika direkt untereinander und mit dem Internet. Hierzu wurde EASSy an die bereits bestehenden Unterseekabel Safe, SAT-3/WASC und SEA-ME-WE 3 angeschlossen. Die Gesamtlänge beträgt 10.500 km.
Mit einer Leistung von 4.72 Tb/s ist EASSy das leistungsfähigste Seekabel in Ostafrika.

## Geschichte
Das Projekt wurde im Januar 2003 von der Weltbank und der Development Bank of Southern Africa initiiert und das Memorandum of Understanding (MoU) im Dezember 2003 unterzeichnet. Eine ausführliche Machbarkeitsstudie wurde im März 2004 vorgestellt.
Ein Treffen der Investoren um Daten zu sammeln fand im Juni 2005 statt. Der endgültige Entwurf wurde im März 2006 präsentiert und der Versorgungsvertrag im September 2006 unterzeichnet. Die Registrierung einer Zweckgesellschaft wurde im Januar 2007 besiegelt.
Ein Konstruktions- und Wartungsabkommen wurde am 12. Februar 2007 unterzeichnet. Das Finanzierungsabkommen wurde im März 2007 eingeleitet. Die Verlegung des Kabels begann am 14. März 2008 und die Aufnahme des kommerziellen Betriebs begann am 30. Juli 2010.